# 제니퍼 존스 (컬링 선수)
제니퍼 주디스 존스(영어: Jennifer Judith Jones OM, 1974년 7월 7일~)는 캐나다의 컬링 선수로 2014년 동계 올림픽에서 우승한 캐나다 대표팀의 스킵이다. 올림픽에서 무패로 우승한 최초의 여성 스킵이며, 2010년에 금메달을 획득한 캐나다의 케빈 마틴과 함께 단 둘 뿐인 올림픽 무패 우승 스킵이다. 2008년 세계 여자 컬링 선수권 대회2018년과 2018년 세계 선수권 대회에서 우승했으며 현재까지 마지막으로 우승한 캐나다 국적 스킵이다.
캐나다 여자 선수권 대회인 스코티스 토너먼트 오브 하츠에서 총 6회 우승하여 콜린 존스와 함께 최다 우승을 기록했고, 단독 최다 승리 기록을 보유하고 있다. 또한 월드 컬링 투어의 그랜스슬램 오브 컬링 15회 우승을 차지하며 역대 최다 우승 여성 스킵 기록을 가지고 있다.
2019년 2월 캐나다 스포츠 전문 방송국 스포츠 네트워크에서 진행한 캐나다 컬링 관계자들을 대상으로 한 설문 조사에서 역대 최고의 여자 컬링 선수 1위, 역대 최고의 여자 스킵에 선정되었다.